# Atakan Akkaynak
Atakan Akkaynak (Troisdorf, 5 januari 1999) is een Duits voetballer van Turkse afkomst, die doorgaans als middenvelder speelt.

## Carrière
Akkaynak speelde in de jeugd van TuS 07 Oberlar en Bayer 04 Leverkusen. In het seizoen 2016/17 zat hij één wedstrijd op de bank bij het eerste elftal van Leverkusen, in een met 1-1 gelijkgespeelde uitwedstrijd tegen 1. FC Köln. In 2018 vertrok hij naar Willem II, waar hij debuteerde op 17 augustus 2018, in een met 0-1 gewonnen uitwedstrijd tegen FC Groningen. Hij begon in de basisopstelling en werd in de 79e minuut vervangen door Dries Saddiki. Na enkele wedstrijden pakte hij tegen De Graafschap een rode kaart na negentien minuten, waarna hij lang niet meer speelde. Hij scoorde nog tegen Heerenveen, maar kwam weinig in actie. In het seizoen 2019/20 werd hij verhuurd aan Çaykur Rizespor, wat hem na dit seizoen transfervrij mocht overnemen. Nadat dit gebeurde, werd hij voor een jaar verhuurd aan het Duitse Türkgücu München. Sinds 2021 speelt hij voor Çorum FK op het derde niveau van Turkije.

## Clubstatistieken
| Seizoen                         | Club                | Land           | Competitie | Competitie | Competitie | Beker | Beker | Totaal | Totaal |
| Seizoen                         | Club                | Land           | Competitie | Wed.       | Dlp.       | Wed.  | Dlp.  | Wed.   | Dlp.   |
| ------------------------------- | ------------------- | -------------- | ---------- | ---------- | ---------- | ----- | ----- | ------ | ------ |
| 2016/17                         | Bayer 04 Leverkusen | Duitsland      | Bundesliga | 0          | 0          | 0     | 0     | 0      | 0      |
| 2018/19                         | Willem II           | Nederland      | Eredivisie | 8          | 1          | 2     | 0     | 10     | 1      |
| 2019/20                         | → Çaykur Rizespor   | Turkije        | Süper Lig  | 4          | 0          | 3     | 0     | 7      | 0      |
| 2020/21                         | Çaykur Rizespor     | Turkije        | Süper Lig  | 0          | 0          | 0     | 0     | 0      | 0      |
| 2020/21                         | → Türkgücü München  | Duitsland      | 3.Liga     | 9          | 0          | 0     | 0     | 9      | 0      |
| 2021/22                         | Çorum FK            | Turkije        | TFF 2. Lig | 2          | 0          | 0     | 0     | 2      | 0      |
| Carrièretotaal                  | Carrièretotaal      | Carrièretotaal |            | 23         | 1          | 5     | 0     | 28     | 1      |
| Bijgewerkt op 12 september 2021 |                     |                |            |            |            |       |       |        |        |